# Tauwetter-Periode
Tauwetter-Periode (russisch хрущёвская оттепель chruschtschewskaja ottepel [xruˈʃʲʃʲɔˑfskəjə ˈɔˑtʲtʲɪpʲɪlʲ], deutsch ‚Chruschtschow’sches Tauwetter‘) nennt man die auf den Tod Stalins im Jahr 1953 folgende Periode in der Sowjetunion und den Staaten des Ostblocks. Sie bedeutete eine Auflockerung des herrschenden Stalinismus durch größere Freiheit im kulturellen Bereich, einen beginnenden Abbau des Gulag-Systems und eine ansatzweise Entspannung des Ost-West-Konflikts. Sie endete spätestens mit der Entmachtung Nikita Chruschtschows im Jahr 1964. Der Name geht auf den 1954 erschienenen Roman Tauwetter von Ilja Ehrenburg zurück.
Auslöser für das Ende der „Eiszeit“ und den Beginn des Tauwetters war der Tod Stalins am 5. März 1953. Drei Jahre später stieß Chruschtschow im Februar 1956 auf dem XX. Parteitag der KPdSU mit seiner Geheimrede Über den Personenkult und seine Folgen eine wahrnehmbare „Entstalinisierung“ an: Er übte erstmals Kritik am Personenkult um Stalin und benannte stalinistische Verbrechen der 1930er Jahre. Die Tauwetter-Periode führte auch zum Kurs der „friedlichen Koexistenz“ in der sowjetischen Außenpolitik. Gegenüber dem titoistischen Jugoslawien schlug Chruschtschow einen Anerkennungskurs ein.

## Hintergrund
Hintergrund für den sowjetischen Kurswechsel war, dass bis zum Tode Stalins selbst höchste Parteifunktionäre, wenn sie in Ungnade fielen, um ihr Leben fürchten mussten; als Terrorinstrument diente Stalin insbesondere die Geheimpolizei. Daher lag die Tauwetterpolitik zunächst einmal im eigensten Interesse der Parteifunktionäre. Ein zweites Motiv für die Entspannungspolitik waren die hohen Verwaltungs- und militärischen Kosten, die die totalitäre Kontrolle über die Satellitenstaaten verursachte. Chruschtschow nutzte außerdem zusehends sein Image als Reformer im Machtkampf mit konservativen innerparteilichen Gegnern, die er als rückständig und gefährlich brandmarkte. Seine eigene Verstrickung in die Verbrechen der Stalin-Ära konnte er umso besser verschweigen.

## Charakteristika
Während dieser Phase der Entstalinisierung schwächte sich die Zensur merklich ab, vor allem in Literatur, Kunst und Film wurde offener diskutiert. Wichtigste Plattform der Vertreter des Tauwetters war die Literaturzeitschrift Nowy Mir. Einige Werke dieser Periode gelangten auch im Westen zu größerer Bekanntheit, darunter Wladimir Dudinzews Der Mensch lebt nicht vom Brot allein und Alexander Solschenizyns Roman Ein Tag im Leben des Iwan Denissowitsch, den Chruschtschow persönlich zur Veröffentlichung freigab. Weitere bedeutende Vertreter der Tauwetter-Periode waren die Schriftsteller Jewgeni Alexandrowitsch Jewtuschenko, Wiktor Petrowitsch Astafjew, Wladimir Fjodorowitsch Tendrjakow, Bella Achatowna Achmadulina, Robert Iwanowitsch Roschdestwenski, Andrej Andrejewitsch Wosnessenski und Anna Andrejewna Achmatowa.
Im September 1955 reiste der damalige deutsche Bundeskanzler Konrad Adenauer nach Moskau, um die Rückkehr der letzten deutschen Kriegsgefangenen aus sowjetischen Lagern zu erwirken. Zu dieser Zeit waren noch knapp 10.000 frühere Soldaten der Wehrmacht bzw. der Waffen-SS und etwa 20.000 politisch inhaftierte Zivilisten in sowjetischer Gefangenschaft (Näheres siehe Heimkehr der Zehntausend); sie durften ab dem 7. Oktober 1955 heimkehren.
Viele politische Gefangene in der Sowjetunion und anderen Ostblock-Staaten wurden nach 1956 freigelassen und zum Teil rehabilitiert. Etliche unter Stalin deportierte Völker wurden 1957 rehabilitiert, so die Karatschaier, Kalmücken, Balkaren, Inguschen, Tschetschenen, und die Autonomie der Republiken im Nordkaukasus, in denen sie ursprünglich gelebt hatten, wurde wiederhergestellt. Ausgenommen waren die Wolgadeutschen und die Krimtataren, sie wurden im Beschluss des Obersten Sowjets der UdSSR nicht einmal erwähnt. Sie mussten in Sibirien und Kasachstan bleiben, ihre autonomen Republiken wurden nicht wiederhergestellt. Die Krim gehörte nicht mehr zur RSFSR, sie wurde bereits 1954 der Ukraine angeschlossen.
In manchen Ländern kamen vergleichsweise liberale Ministerpräsidenten an die Macht, in Ungarn zum Beispiel Imre Nagy.
Am 15. April 1955 wurde zunächst das Moskauer Memorandum mit Österreich, am 15. Mai dann der Österreichische Staatsvertrag zwischen den vier Besatzungsmächten (UdSSR, USA, Großbritannien, Frankreich) und Österreich unterzeichnet und die Besatzung beendet. Nach diesen ersten Signalen einer neuen Haltung kam es noch im selben Jahr zur Genfer Gipfelkonferenz zwischen US-Präsident Eisenhower, Chruschtschow sowie den Regierungschefs Großbritanniens, Frankreichs und Bulgariens.

## Ende und Nachwirkungen
Die Tauwetter-Periode hielt nicht lange an. Mit der Niederschlagung des Volksaufstands in Ungarn im November 1956 hatten viele Menschen Hoffnungen auf eine weiter gehende Öffnung begraben. Chruschtschows Hetzkampagne gegen Boris Pasternak, dem 1958 der Nobelpreis für Literatur verliehen wurde (Pasternak wagte es nicht, diesen persönlich in Empfang zu nehmen), zeigte den sowjetischen Künstlern deutlich die Grenzen der Liberalisierung. Die sowjetische Führung schwankte zusehends zwischen liberalen Ansätzen und der Angst, genau dadurch die Kontrolle zu verlieren.
Im Oktober 1962 kam es während der Kubakrise mit den USA mit der Gefahr eines Dritten Weltkriegs zu einer Einigung im letzten Moment: im Ernstfall und unter Druck bevorzugte Chruschtschow eine friedliche Lösung.
Spätestens mit seiner Entmachtung durch Leonid Breschnew (Oktober 1964) endete die Tauwetter-Periode. Dass Chruschtschow nach seiner Absetzung unbehelligt weiterleben durfte und als Rentner starb, wäre ohne die Tauwetter-Periode und das Ende des Terrors zuvor wohl nicht denkbar gewesen.
Nach Ende des Tauwetters konnten sowjetkritische Schriftstücke nur über nichtoffizielle Kanäle (Samisdat) verbreitet werden. Die Tauwetter-Periode wurde letztlich zum Vorläufer der Reformen Michail Gorbatschows ab 1985, der auch die Entstalinisierung wieder aufnahm (Glasnost und Perestroika).